# Angelos Basinas
Angelos Basinas (grč. Άγγελος Μπασινάς) (Chaldika, Grčka, 3. siječnja 1976.) je grčki umirovljeni nogometaš te bivši kapetan grčke reprezentacije. Do 22. listopada 2010. bio je član francuskog prvoligaša Arles-Avignona.

## Klupska karijera

### Panathinaikos
Basinas je karijeru započeo u atenskom Panathinaikosu s kojim je 2004. osvojio dvostruku krunu (prvenstvo i kup). Panathinaikos je napustio 21. rujna 2005. zbog neslaganja igrača s upravom kluba u svezi njegove plaće. Time je završila njegova desetogodišnja karijera koju je proveo igrajući za PAO. Kroz to razdoblje je prikupio preko 200 nastupa za klub te postigao mnogo presudnih golova, kako u prvenstvu tako i u europskim natjecanjima.

### RCD Mallorca
Tijekom zimske stanke u sezoni 2005./06. pojavile su se informacije da su za igrača zainteresirani domaći Olympiacos i AEK Atena te engleski klubovi Everton i Birmingham City. Basinas je preferirao da karijeru nastavi u inozemstvu te je potpisao za španjolsku RCD Mallorcu. U drugoj polovici sezone 2005./06. igrač je u igrao u prvom sastavu kluba te je dao doprinos da RCD Mallorca ne ispadne iz Primere. U svojoj drugoj sezoni provedenoj u klubu, pomogao je Mallorci da završi na 7. mjestu. 1. srpnja 2008. objavljeno je da je Basinas napustio klub nakon dvije i pol godine igranja za klub.

### AEK Atena
Angelos Basinas je 31. srpnja 2008. potpisao trogodišnji ugovor s atenskim AEK-om koji je iznosio 1,4 milijuna eura godišnje. Igrač je pritom odabrao dres s brojem 14. Iako je klub imao visoke ambicije vezane uz prvenstvo, AEK je prerano ispao iz utrke za naslov, a Basinas je u zimskom prijelaznom roku napustio klub.

### Portsmouth
Portsmouth je 2. veljače 2009. potvrdio da je potpisao s Basinasom ugovor na 18 mjeseci. Igrač je debi za svoj novi klub imao već nakon pet dana s Liverpoolom. Samo nekoliko sati od te utakmice, Tony Adams koji je tada bio trener Portsmoutha je smijenjen te je umjesto njega doveden Paul Hart. Pod vodstvom novog menadžera, Angelos Basinas je igrao malo te je do kraja sezone nastupio svega tri puta za klub. Kada je novim trenerom kluba postao Avram Grant, Basinas je ponovo zaigrao za klub te impresionirao vlastitim izvedbama. Tako je prema anketi navijača Portsmoutha iz 23. siječnja 2010. čak 77% navijača kluba "vjerovalo da Basinas ima kreativni dodir te da mora igrati". Svega 2% navijača je smatralo da "igrač mora napustiti klub". Igrač je s klubom 2010. igrao u finalu FA kupa protiv londonskog Chelseaja.

### Arles-Avignon
Basinas je u ljeto 2010. potpisao za francuski Arles-Avignon s kojim je igrao u Ligue 1. Ugovor je dva mjeseca nakon toga razvrgnut.

## Reprezentativna karijera
Igrač je za grčku reprezentaciju debitirao 18. kolovoza 1999. na utakmici protiv Salvadora. Dva dana nakon toga je postigao svoj prvi reprezentativni pogodak u ponovljenoj utakmici protiv Salvadora. Od svog debija bio je standardni grčki reprezentativac kao i kada je Grčku preuzeo Otto Rehhagel 2001. godine.
S Grčkom je 2004. na Europskom prvenstvu u Portugalu osvojio zlato a postigao je i pogodak protiv domaćina u utakmici skupine. Na toj utakmici protiv Portugala, Basinas je realizirao jedanaesterac a Grčka je pobijedila s 2:1. Na cijelom turniru, Basinas je bio veoma važan igrač grčke reprezentacije. U samome finalu gdje je Grčka opet pobijedila Portugal, Charisteas je postigao zgoditak nakon što je Basinas uputio udarac iz kornera. Grčka je tada pobijedila s 1:0 te postala novi europski prvak.
Nakon što se Theodoros Zagorakis povukao iz igračke karijere, Angelos Basinas je postao novi kapetan grčke reprezentacije. 1. travnja 2009. na utakmici kvalifikacija za SP 2010. u Južnoj Africi protiv Izraela, Basinas je prikupio svoj 100-ti nastup za Grčku. Tada je nakon Theodorosa Zagorakisa postao drugi Grk koji je ušao u "Klub 100".

### Pogoci za reprezentaciju
| #  | Datum               | Mjesto               | Protivnik | Pogodak | Rezultat | Natjecanje                          |
| -- | ------------------- | -------------------- | --------- | ------- | -------- | ----------------------------------- |
| 1. | 20. kolovoza 1999.  | Kavala, Grčka        | Salvador  | 3 – 0   | Pobjeda  | Prijateljska utakmica               |
| 2. | 28. veljače 2001.   | Heraklion, Grčka     | Rusija    | 3 – 3   | Remi     | Prijateljska utakmica               |
| 3. | 12. lipnja 2004.    | Porto, Portugal      | Portugal  | 2 – 1   | Pobjeda  | Kvalifikacije za Euro 2004          |
| 4. | 9. veljače 2005.    | Atena, Grčka         | Danska    | 2 – 1   | Pobjeda  | Kvalifikacije za SP u Njemačkoj 06' |
| 5. | 28. ožujka 2007.    | Valletta, Malta      | Malta     | 1 – 0   | Pobjeda  | Kvalifikacije za Euro 2008          |
| 6. | 17. studenoga 2007. | Atena, Grčka         | Malta     | 5 – 0   | Pobjeda  | Kvalifikacije za Euro 2008          |
| 7. | 21. studenoga 2007. | Budimpešta, Mađarska | Mađarska  | 2 – 1   | Pobjeda  | Kvalifikacije za Euro 2008          |

## Osvojeni trofeji

### Klupski trofeji
| Klub          | Natjecanje      | Godina |
| Grčka         | Grčka           | Grčka  |
| ------------- | --------------- | ------ |
| Panathinaikos | Grčko prvenstvo | 1996.  |
| Panathinaikos | Grčko prvenstvo | 2004.  |
| Panathinaikos | Grčki kup       | 2004.  |

### Reprezentativni trofej
| Portugal   | Portugal |
| Natjecanje | Trofej   |
| ---------- | -------- |
| EURO 04'   | Zlato    |

## Vanjske poveznice
- Službene web stranice igrača
- Basinasova igračka statistika[neaktivna poveznica]